# Domingo Elizondo
Domingo Elizondo (... – Madrid, 1º giugno 1783) è stato un militare spagnolo di origine basca vissuto alla fine del XVIII secolo, ed il cui principale campo d'azione fu la Nuova Spagna.

## Biografia
Combatté i Seris ed i Pimas a Sonora, in Messico, ed in Arizona meridionale, negli Stati Uniti, tra il 1767 ed il 1771. In seguito pubblicò un libro sulle sue esperienze nella regione.